# Гьотеборг (община)
Община Гьотеборг (на шведски: Göteborgs kommun) е разположена в лен Вестра Йоталанд, югозападна Швеция с обща площ 465 km2 и население 533 271 души (към 31 декември 2013). Административен център на община Гьотеборг е едноименния град Гьотеборг.